# Karol do kwadratu
Karol do kwadratu (tytuł oryginalny Carl², 2005-2011) – kanadyjski serial animowany, skierowany do młodzieży w różnym wieku.

## Opis fabuły
Do Karola przyszedł mail z prośbą o wysłanie próbki DNA. Karol myślał, że jest to tylko zabawa i ową próbkę wysłał. Po kilku dniach kurier przywiózł z laboratorium klona Karola, którego nazywamy Karol 2 (K-2). Karol zaczął wykorzystywać klona do różnych rzeczy, których Karol nie lubi, np. sprzątanie, odrabianie lekcji, chodzenie do szkoły. Od tamtej pory jest wiele wpadek, jednak nikt oprócz kumpla Karola, Jamiego i Skye nie dowiedział się o istnieniu klona.

## Bohaterowie
- Karol Porażka – główny bohater serialu. Kocha się w Skye. Jednak w nim zakochana jest Lorna. Karol lubi gry komputerowe. Często wyręcza się swoim klonem i na niego wrzeszczy. Potem jednak godzą się.
- K2 – Klon Karola – klon Karola jest nieco inny niż jego oryginał. K-2 lubi przyrodę, referaty, naukę i w 5% jest psem. Na pierwszy rzut oka wyglądają jednak tak samo, pomimo to da się zauważyć różnicę: oryginał ma bardziej rozczochrane włosy. Jego ulubionym serialem jest "Przyjaciele pana Króliczka".
- Janet „Doktor” Porażka – matka Karola. Jest doktorem-psychiatrą.
- Barnie Porażka – ojciec Karola. Jest wynalazcą, ale niestety kiedy próbuje samemu coś wynaleźć, to kończy się to klapą.
- Chloe Porażka – siostra Karola. Typowa Gotka. Ubiera się na czarno i taki jest też jej cały świat i pokój. Nienawidzi swojego brata Karola z wzajemnością. Jest pewna siebie i złośliwa. Jej włosy mają ciemnozielony odcień.
- Skye Petunia Blue – Karol jest w niej zakochany. Ona uwielbia przyrodę, zwierzęta itd. Karol często musi się do tego przystosować, aby poderwać Skye. Lecz czasem woli, żeby to K2 robił za niego, a w 65 odcinku dowiaduje się o K2.
- Jamie „J-Man” James – kumpel i najlepszy przyjaciel Karola. Wie on o klonie jako jedyny poza Karolem i chociaż spędza z nim trochę mniej czasu niż z pierwowzorem, to lubi go. Jego hobby to kręcenie filmów i jazda na desce.
- Lorna Posłuchaj – dziewczyna ze szkoły Karola, w którym jest zakochana. Pracuje w szkolnym TV.
- Damian – chłopak Chloe. Jest Gotem jak jego dziewczyna, ale jego włosy mają inny (fioletowy) odcień. Jest też bardzo tchórzliwy.
- Ron Bronson – szkolny kolega Karola. Pozoruje na twardziela, ale w rzeczywistości jest tchórzliwy. W jednym z odcinków próbuje poderwać Skye.
- Argernon Agar – nauczyciel Karola. Nienawidzi rodziny Porażki, a w szczególności Karola (ze wzajemnością).
- Wolly Wolles – mistrz Skate’ów.
- Prof. Herman Erzac – okrutny naukowiec, który tak naprawdę skserował czyiś inny dyplom i podawał za swoje świadectwo ukończenia studiów. Zanim zszedł na złą drogę, był woźnym w laboratorium, gdzie stworzono K-2. W jednym odcinku chciał zrobić sekcję Karolowi i K-2.
- Leny J – szkolny łobuz, w jednym z odcinków Karol miał z nim problemy.
- Steve – pracuje w sklepie z komiksami.
- Shine (czyt. „Szejn”) Wspaniały – kuzyn Karola. Wystąpił głównie w odcinku pt. „Karol wspaniały”. Jest iluzjonistą, któremu podobała się przez jakiś czas Skye. Nienawidzi Karola z wzajemnością i obaj się dziwią, że są w jakiś sposób spokrewnieni.
- Britney – kuzynka Karola i Chloe. Kiedyś lubiła kucyki. Jest tak samo (a nawet bardziej) mroczna niż Chloe, między innymi: gra jako support na koncertach, śpi w garażu z otwartymi oczami.
- Dave Kowalski – w jednym z odcinków Dave przybywa z dwutygodniową wymianą zagraniczną do uczniów szkoły Karola. Okłamuje wszystkich, kim naprawdę jest, mówiąc, że jest z Europy. Mieszka u Karola. Zakochuje się w Chloe, lecz ona go nie lubi i każe mu się po prostu odczepić. Nosi torebkę, udaje mu się nawet przekonać kilka osób, że torebki są nieodłącznym elementem wyrafinowanej mody męskiej.

## Wersja polska
Opracowanie wersji polskiej: na zlecenie ZigZapa – Start International Polska
Reżyseria: Paweł Galia
Dialogi polskie: Anna Niedźwiecka-Medek
Dźwięk i montaż:
- Janusz Tokarzewski,
- Jerzy Wierciński

Kierownictwo produkcji: Dorota Nyczek
Udział wzięli:
- Jonasz Tołopiło – Karol Porażka
- Janusz Zadura – Jamie James
- Elżbieta Bednarek – Skye Petunia Blue
- Joanna Węgrzynowska – Dr Janet Porażka
- Cezary Nowak – Barney Porażka
- Brygida Turowska – Chloe Porażka
- Paweł Szczesny –
  - Dyrektor,
  - Redaktor "Waylon de Franmoi"
- Ryszard Nawrocki – Pan Agar
- Cezary Kwieciński – Lenny
- Klaudiusz Kaufmann – Damian
- Joanna Pach – Natasza
- Krzysztof Królak – Herc morderca
- Krzysztof Szczerbiński – Ron Bronson
- Anna Sztejner – Lorna
- Mieczysław Morański

Śpiewał: Tomasz Steciuk

## Karol do kwadratu w Polsce
Serial pojawił się w Polsce w listopadzie 2006 roku. Wtedy zostało wyemitowanych 26 odcinków. Były to połączone odcinki 1 i 2 serii z USA. W czerwcu ZigZap wyemitował 3 serię serialu. Było to 13 odcinków, które w Polsce są pod nazwą 2 serii. Dodatkowo trwało głosowanie na zakończenie odcinka Sława. Polegało to na tym, aby głosować na jedną z trzech osób, które w tym odcinku wygrają konkurs. W czasie głosowania w telewizji ZigZap serial był zawieszony w emisji na kilka dni z powodów zdubbingowania tego odcinka. 7 czerwca zaczęto emitować 3 serię. Od 7 października 2007 roku ZigZap bez żadnych zapowiedzi zaczął emitować serię 4, która w Polsce jest pod nazwą 3 serii. Natomiast 16 lutego pojawiła się 5 seria pod nazwą "Karol do kwadratu 4" (odcinki 53-65).

## Spis odcinków
| N/o            | Polski tytuł                   | Angielski tytuł                   |
| -------------- | ------------------------------ | --------------------------------- |
|                |                                |                                   |
| SERIA PIERWSZA |                                |                                   |
|                |                                |                                   |
| 01             | Sztuka bycia Karolem           | Art of Being Carl                 |
|                |                                |                                   |
| 02             | Karol kłamie czy nie           | Carl, true or false               |
|                |                                |                                   |
| 03             | Doktor Karol                   | Paging Dr. Carl                   |
|                |                                |                                   |
| 04             | Romeo i Julia                  | Romeo and Juliet                  |
|                |                                |                                   |
| 05             | Karol wspaniały                | Carl the magnificent              |
|                |                                |                                   |
| 06             | Karol z dziczy                 | Carl of the Wild                  |
|                |                                |                                   |
| 07             | Akcja „drzewo”                 | Tree to be C2 and me              |
|                |                                |                                   |
| 08             | Pies na telewizje              | As seen on TV                     |
|                |                                |                                   |
| 09             | Opowieść o dwóch Karolach      | Tale of two Carls                 |
|                |                                |                                   |
| 10             | Płaczący robot                 | Cry Robot                         |
|                |                                |                                   |
| 11             | Aż strach się bać              | A Scare to Remember               |
|                |                                |                                   |
| 12             | K-2 kocha Lornę                | C2 loves Lorna                    |
|                |                                |                                   |
| 13             | Budowniczy Carl                | Carl Bullied                      |
|                |                                |                                   |
| SERIA DRUGA    |                                |                                   |
|                |                                |                                   |
| 14             | Szóstkowa katastrofa           | The Bully Story                   |
|                |                                |                                   |
| 15             | Karol i zbiry                  | Carl Scared                       |
|                |                                |                                   |
| 16             | Lęki Karola                    | Replacement Carl                  |
|                |                                |                                   |
| 17             | Zmiennik                       | Time to Lean, Time to Clean       |
|                |                                |                                   |
| 18             | Nieczyste porządki             | Grade A Disaster                  |
|                |                                |                                   |
| 19             | Zabierz swojego klona do pracy | Take Your Clone To Work Day       |
|                |                                |                                   |
| 20             | Czadowy złodziej               | Chad to the Bone                  |
|                |                                |                                   |
| 21             | Szał na szeryfa                | Marshal Awe                       |
|                |                                |                                   |
| 22             | Rywale                         | Sibling Rivalry                   |
|                |                                |                                   |
| 23             | Urodzinowi chłopcy             | Birthday Boys                     |
|                |                                |                                   |
| 24             | Żabie życie                    | It's a Frog's Life                |
|                |                                |                                   |
| 25             | Kolczyk w języku               | Carl Pierced                      |
|                |                                |                                   |
| 26             | Klonie wróć do domu            | Clone Come Home                   |
|                |                                |                                   |
| SERIA TRZECIA  |                                |                                   |
|                |                                |                                   |
| 27             | Zagubiony w dziczy             | Carl Lost                         |
|                |                                |                                   |
| 28             | Noc żywych klonów              | Night of the Living Clones        |
|                |                                |                                   |
| 29             | Karol XXL                      | Carl Super-Sized                  |
|                |                                |                                   |
| 30             | Protest w deche                | Chairman of the Boarders          |
|                |                                |                                   |
| 31             | Pieskie życie                  | Gone to the Dogs                  |
|                |                                |                                   |
| 32             | Karol i światła sceny 1        | Pride Goethe Before a Wipeout     |
|                |                                |                                   |
| 33             | Sława 2                        | Clone Scene Investigation         |
|                |                                |                                   |
| 34             | Gra nie warta świeczki         | The Frame Game                    |
|                |                                |                                   |
| 35             | Światła, kamera, Karol         | Lights, Camera, Carl!             |
|                |                                |                                   |
| 36             | Podglądanie klona              | Clone Encounters                  |
|                |                                |                                   |
| 37             | Super mama                     | Mom's da bomb!                    |
|                |                                |                                   |
| 38             | Dochodzenie w sprawie klona    | Spotlight on Carl                 |
|                |                                |                                   |
| 39             | Techno klątwa                  | Carl's Techno-Jinx                |
|                |                                |                                   |
| SERIA CZWARTA  |                                |                                   |
|                |                                |                                   |
| 40             | Kłopotliwa kapela              | Band of Bothers                   |
|                |                                |                                   |
| 41             | Gdzie mięso?                   | Where's the Meat?                 |
|                |                                |                                   |
| 42             | Zanik pamięci                  | Totally Recalled                  |
|                |                                |                                   |
| 43             | Feralny bieg                   | Running Into Trouble              |
|                |                                |                                   |
| 44             | Piekielny dzień                | Doomsday                          |
|                |                                |                                   |
| 45             | Zgrzybiały staruch             | Mouldy Oldie                      |
|                |                                |                                   |
| 46             | Moja kuzynka Karolina          | My Cousin Carlotta                |
|                |                                |                                   |
| 47             | Wsparcie                       | Got Your Back                     |
|                |                                |                                   |
| 48             | Kiedy łysieją klony            | When Good Clones Go Bald          |
|                |                                |                                   |
| 49             | Wesołych świąt, babciu Porażka | Merry Christmas, Grandma Crashman |
|                |                                |                                   |
| 50             | Dobre uczynki                  | Good Deeds Done Dirt Cheap        |
|                |                                |                                   |
| 51             | Pieska grypa                   | Doggone Flu                       |
|                |                                |                                   |
| 52             | Balanga                        | Party Animal                      |
|                |                                |                                   |
| SERIA PIĄTA    |                                |                                   |
|                |                                |                                   |
| 53             | Czas nie dla klona             | No Time for Clones                |
|                |                                |                                   |
| 54             | Niedźwiedź                     | Bear Necessities                  |
|                |                                |                                   |
| 55             | Z miłości do gier              | Love of the Games                 |
|                |                                |                                   |
| 56             | Letni obóz                     | Summer Cramp                      |
|                |                                |                                   |
| 57             | Reksio do kwadratu             | Rex2Rex                           |
|                |                                |                                   |
| 58             | Stringi                        | Two Thongs Don’t Make It Right    |
|                |                                |                                   |
| 59             | Poza planetarna wymiana        | Foreign X-Stranged                |
|                |                                |                                   |
| 60             | Społeczny Karol                | Community Carl                    |
|                |                                |                                   |
| 61             | Sklonowana krucjata            | Cloned Crusader                   |
|                |                                |                                   |
| 62             | Kapuś                          | In Carl We Trust                  |
|                |                                |                                   |
| 63             | Przedziwna zagadka             | Ultra Marooned Mystery            |
| 64             | Przedziwna zagadka             | Ultra Marooned Mystery            |
|                |                                |                                   |
| 65             | Polowanie na klony             | Salem Clone Hunt                  |
|                |                                |                                   |